# Ken Follett
Ken Follett (Cardiff, Wales, 5 juni 1949) is een Britse schrijver van onder andere thrillers en historische romans. In die genres behoort hij tot de succesvolste auteurs. Van zijn boeken zijn meer dan 100 miljoen exemplaren verkocht.

## Biografie

### Jonge jaren
Ken Follett werd geboren als de zoon van Martin en Veenie Follett. Hij woonde in een middenklasse-gezin. Toen hij 10 jaar oud was verhuisde zijn familie naar Londen. Follets familie was streng christelijk, en verbood hem om films en televisie te kijken. Daardoor ontwikkelde Follett al op jonge leeftijd een interesse in boeken.
In 1967 werd Follett toegelaten op de University College London, alwaar hij filosofie studeerde. In 1968 trouwde hij met zijn eerste vrouw, Mary.
Na in 1970 te zijn afgestudeerd volgde Follett een korte cursus tot journalist, en werkte drie jaar lang in Cardiff voor de South Wales Echo. Daarna keerde hij terug naar Londen, alwaar hij journalist werd voor de Evening Standard. Hij vond het werk echter niet uitdagend genoeg. Daarom nam hij een baan als manager bij de uitgeverij Everest Books.

### Schrijverscarrière

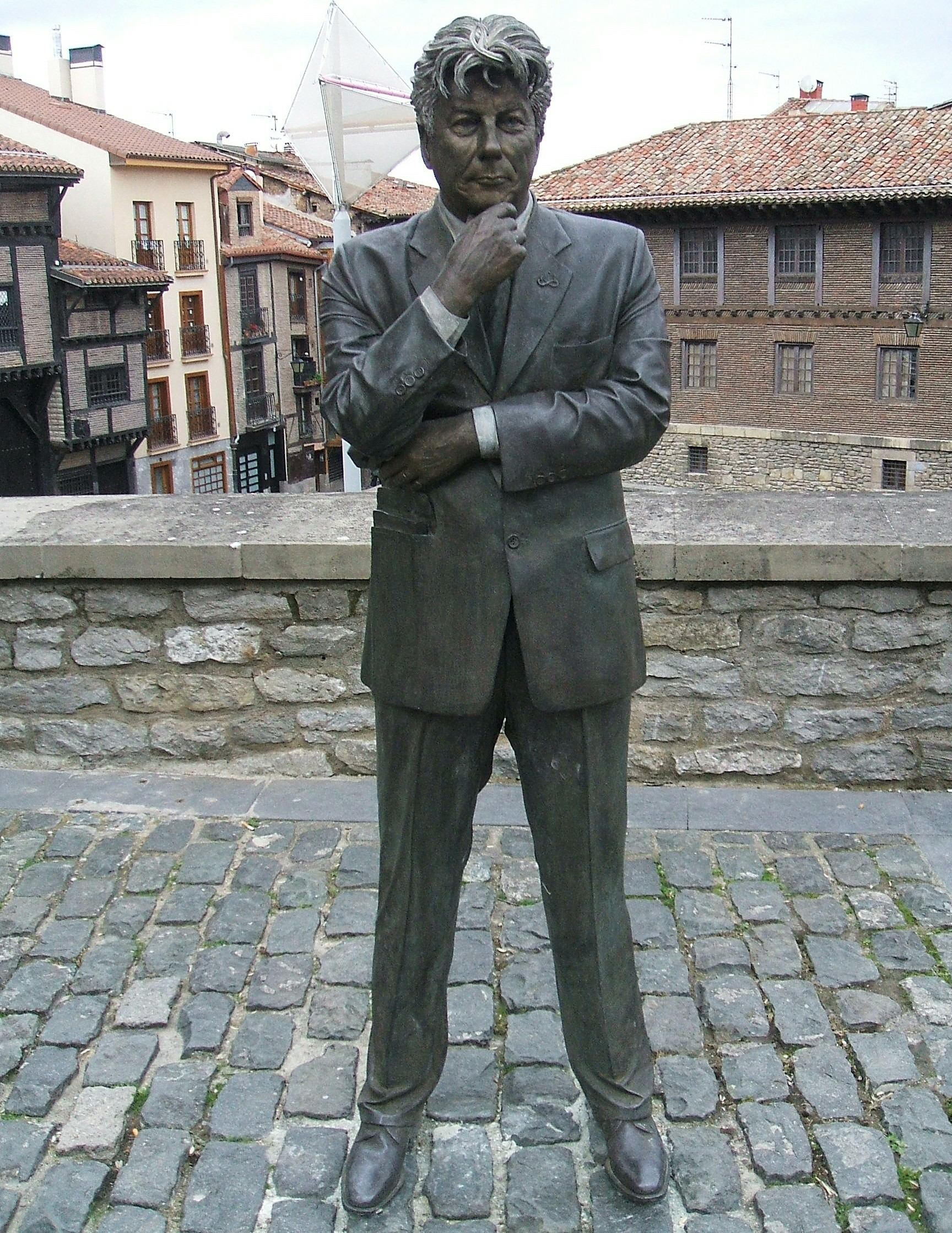
Standbeeld van Ken Follett in Vitoria-Gasteiz, Spanje

Rond deze tijd begon hij zich bezig te houden met het schrijven van verhalen, hoewel hij dit eerst puur als hobby deed. Pas later begon hij te proberen er ook geld mee te verdienen. Aanvankelijk publiceerde hij enkel een paar paperbacks, die hij schreef onder meerdere pseudoniemen. The Modigliani Scandal en Paper Money zijn de bekendste van deze boeken
Zijn succes als schrijver kwam aanvankelijk langzaam op gang, totdat in 1978 Eye of the Needle werd gepubliceerd. Dit boek maakte hem internationaal beroemd. De vijf boeken die hierop volgden werden eveneens bestsellers. Allemaal waren ze variaties op de klassieke spionagethriller. De boeken speelden zich zowel chronologisch als geografisch af op een groot aantal verschillende plaatsen, zoals de Eerste Wereldoorlog The Man from St. Petersburg tot aan het (toen) hedendaagse Israël, Iran en Afghanistan in Triple, On Wings of Eagles en Lie Down with Lions.
Na dit eerste succes deed Follett even afstand van het thrillergenre, en schreef vier geschiedenisromans. Deze kenmerkten zich door het gebruik van veel personages, meerdere verhaallijnen, en grootschalig gebruik van een historische achtergrond.
In de jaren 90 van de 20e eeuw veranderde Follett wederom van genre. Hij schreef nu een reeks boeken die zich afspeelden in het heden, en vooral vergevorderde technologie gebruikten als onderdeel van de plot. The Hammer of Eden focust zich bijvoorbeeld op het gebruik van aardbevingen als terroristisch wapen. Deze boeken waren echter beduidend minder succesvol dan zijn eerdere werken. Daarom keerde Follett terug naar het schrijven van low-tech thrillers met het boek Code to Zero, een spionageroman die zich afspeelt tijdens de Koude Oorlog. Deze boeken werden met gemengde reacties ontvangen.
In de periode 2010-2014 publiceerde Follett de Century-trilogie, waarin enkele met elkaar verbonden families worden gevolgd gedurende de twintigste eeuw; personages zijn getuige van veel belangrijke historische gebeurtenissen.

### Latere jaren
Ken Follett ontving diverse eredoctoraten, eretitels en prijzen. Op 11 juli 2008 werd hij Honorary Doctor of Literature (Hon.D.Litt.) aan de Universiteit van Exeter.